# Жути мрав
Жути мрав (лат. Monomorium pharaonis), такође познат и као фараонски мрав, је врста мрава. То је мала животиња, жуте или светле браон боје, готово провидна, и једна од великих штеточина у зградама, нарочито у болницама. Жути мрав, чије је порекло непознато, сада је раширен широм света, укључујући Европу, Америку, Аустралију и Југоисточну Азију. Ова врста је и полигимна, што значи да свака колонија има више краљица и то је довело до стварања јединственог система касти и динамике колонија. То такође омогућава колонији да се подели и да од једне настане више колонија. Колоније не исказују агресивност једна према другој, што се назива униколонијализам. Жути мрав је претежно тропска животиња, али их сада има свуда, углавном по зградама, где постоји централно грејање.

## Физичке карактеристике
Радници су најбројнија форма у колонији жутих мрава и величине су 1,5-2 милиметра. Светле жуте су боје, док им је трбух тамнији. Радници жутих мрава имају нефункционалну жаоку која има улогу у стварању феромона.
Мужјак жутог мрава величине је од 1,5 до 2 милиметра, док је женка или краљица величине 4 милиметра и има крила која јој отпадну после првог лета и то је знак да је она једна од оних која је основала нову колонију. Мужјака мрава има увек најмање у колонији. Њихова функција је да оплоде ове женке и после тога убрзо угину.